# (31509) 1999 CT84
1999 CT84 (asteroide 31509) é um asteroide da cintura principal. Possui uma excentricidade de 0.17297280 e uma inclinação de 10.68057º.
Este asteroide foi descoberto no dia 10 de fevereiro de 1999 por LINEAR em Socorro.